# 寛助
寛助（かんじょ、天喜5年（1057年）- 天治2年1月15日（1125年2月19日））は、平安時代後期の真言宗の僧。父は右大弁源師賢。成就院大僧正・弁大僧正・法関白とも称される。

## 略歴
仁和寺経範の室に入って密教を学び、性信入道親王（しょうしんにゅうどうしんのう）から灌頂を受けた。白河法皇からの信任が厚く、1099年（康和元年）権律師に任じられて以降、遍照寺別当・仁和寺別当・東寺長者・東寺法務を歴任した。1113年（永久元年）鳥羽天皇の病気平癒の修法の報償として、東寺結縁灌頂の小阿闍梨（こあじゃり）が僧綱に任じられる慣例のもとを築いた。その後も、広隆寺別当・法勝寺別当・東大寺別当を歴任し、1121年（保安2年）大僧正に任じられた。